# Heling
Heling (kinesiska: 合岭镇, 合岭) är en köping i Kina. Den ligger i den autonoma regionen Guangxi, i den södra delen av landet, omkring 130 kilometer öster om regionhuvudstaden Nanning.
Genomsnittlig årsnederbörd är 2 256 millimeter. Den regnigaste månaden är juli, med i genomsnitt 350 mm nederbörd, och den torraste är februari, med 47 mm nederbörd.